# Badhaus und Hotel „Vier Jahreszeiten“

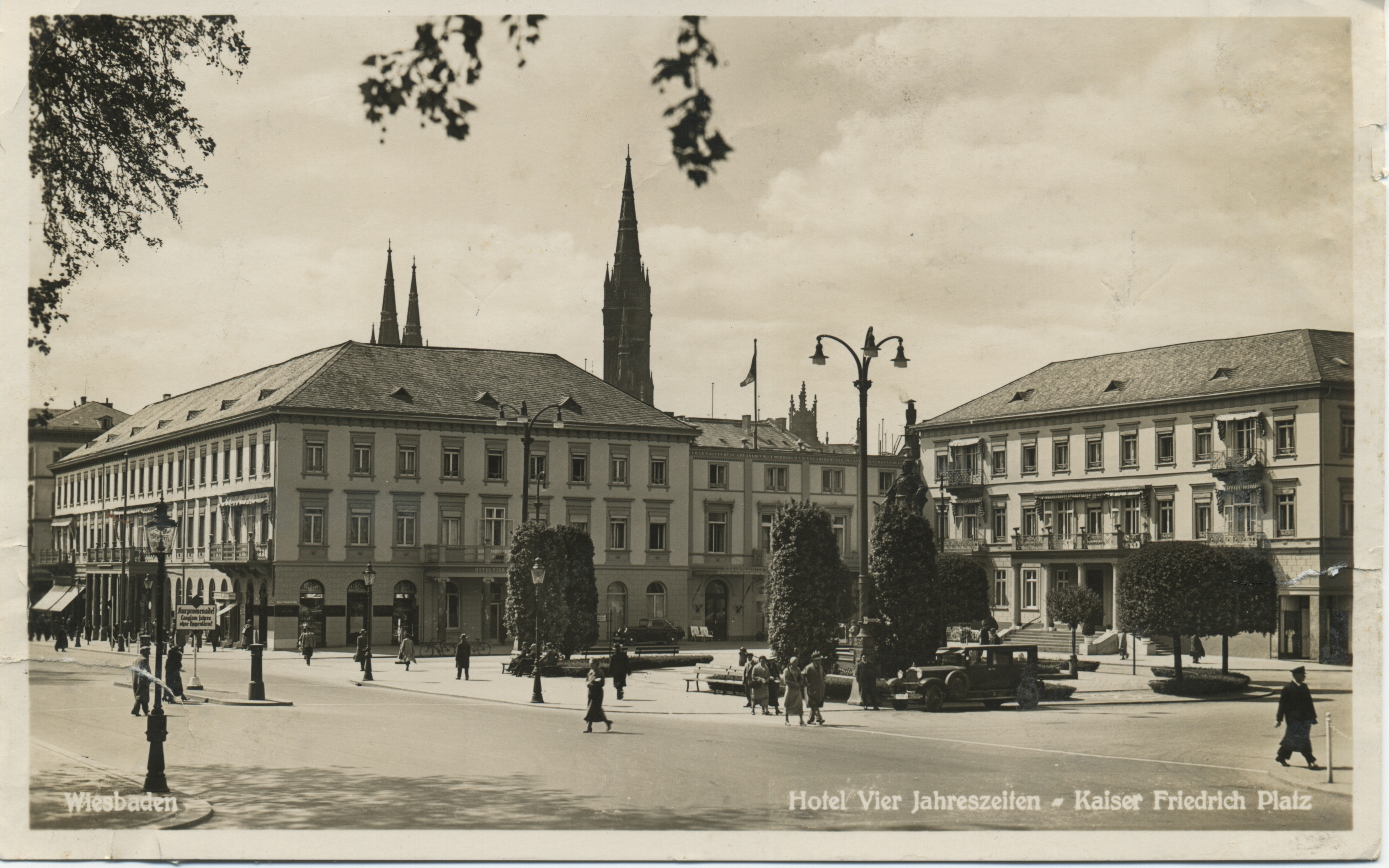
Badhaus u. Hotel Vier Jahreszeiten

Interieur

Interieur

Speisesaal

Das Badhaus und Hotel Vier Jahreszeiten war ein Gebäude in Wiesbaden.

## Geschichte
Nachdem Christian Zais das Kurhaus Wiesbaden gebaut hatte, stieg die Bewunderung für diese künstlerische Leistung und auch die Anerkennung durch den Herzog Friedrich August von Nassau-Usingen blieb nicht aus. Er überließ ihm die sogenannten Waaggärten zwischen Sonnenberger Tor und Burgstraße zur freien Verfügung. Am heutigen Kaiser-Friedrich-Platz war damals das Sonnenberger Tor. Vor diesem Tor waren zwei Ziegelhütten beseitigt worden und dann auch das Tor. Dadurch entstand nun ein quadratischer Platz gegenüber dem Kurhaus. Christian Zais errichtete dort ein Wohnhaus und kurz darauf gegenüber das Gast- und Badhaus von Jonas Freinsheimer, der „Nassauische Hof“. Das Wohnhaus war teils zum „Hotel Zais“ ausgebaut und bewirtete bereits 1815 Oberlandforstmeister und Staatsrat Hartig aus Berlin und Geheimrätin von Wolzogen sowie andre illustre Gäste. Schon Ende 1812 plante Christian Zais ein großes Badhaus an der Wilhelmstraße. Er arbeitete an Rissen und Kostenvoranschlägen für das Badhaus und ein Komödienhaus, so berichtete Regierungspräsident Carl Friedrich Emil von Ibell 1815 dem Staatsminister Ernst Franz Ludwig Freiherr Marschall von Bieberstein. Im April 1816 stellte Zais den Antrag auf Genehmigung zur Errichtung eines großen Badhauses am Sonnenberger Tor. Die Kostenschätzung belief sich auf 250.000 Gulden. Es soll 200 Zimmer mit den erforderlichen Bädern und Reservoirs, dazu einen römischen Hof mit Arkaden und Gartenanlagen und ein Säulenportal zum trockenen Ein- und Aussteigen erhalten. Der Herzog äußerte sein besonderes Wohlgefallen. Minister von Marschall entwarf eigenhändig den zustimmenden Bescheid, den das Ministerium am 23. September 1816 erließ. Wegen des großen Umfangs soll Zais sich jedoch vor Baubeginn über die zu Gebote stehenden Mittel ausweisen. Um diese Bedingungen zu erfüllen, schaffte er ein bedeutendes Kautionskapital an Steinen und Holz zur Stelle. Er legte auch einen Garantieschein seines Bruders, des Kaufmanns Wilhelm Zais in Cannstatt, vor.
Der Nachweis des Baufonds verzögerte aber den Baubeginn. Da die Landstände im Frühjahr 1818 die Fortzahlung der Landesherrlichen Bauprämien verweigerten, musste das Badhaus weniger aufwendig werden. Am 8. Juni 1818 legte Zais daher einen neuen Plan vor, der zugleich das ihm inzwischen aufgetragene Theater betraf. Der neue Entwurf würde nach Ansicht der Regierung höchstens 100.000 Gulden kosten, doch den Hauptzweck, Errichtung einer eleganten Badeanstalt für vornehmere Gäste, auch erreichen. Die Bewilligung des Ministeriums datierte vom 25. Juni 1818 mit der Bedingung, dass das Gebäude mit dem Anfang der Badekur 1821 dastehen soll. Im August 1818 begann Zais mit dem Bau des Badhauses. Die Finanzierung erfolgte über Hypotheken des Bankhauses Chiron Sarasin & Co in Frankfurt, 80.000 Gulden, und der Domänenverwaltung, 50.000 Gulden, sowie einer Erbengemeinschaft aus Hanau, 20.000 Gulden. Die endgültigen Kosten des Baues lagen damit weit über den veranschlagten. Die Gesamtkosten lassen sich nicht beziffern, jedoch sieben Jahre nach der Fertigstellung 1821 hatte die Familie Zais noch Schulden in Höhe von 211.000 Gulden. Diese waren jährlich mit 10.485 Gulden zu verzinsen.
Wegen der Sterbefälle im Fürstenhaus wurde das Erbprinzenpalais von diesem nicht mehr benötigt und so hatte sich Zais vertraglich gebunden auch noch darum zu kümmern. 1820 eskalierte der Streit mit den anderen Badewirten, die Quellen manipulierten, um zu zeigen, dass Zais ihnen für sein Hotel das „Wasser abgraben würde“. Die Auseinandersetzung ging bis vor das Hofgericht Dillenburg. Dieser Streit unter dem Zeitdruck bis zu Beginn der Badesaison das
Badhaus und Hotel fertig gestellt zu haben und seine anderen vielfältigen Aufgaben machten ihn krank und er starb nach 7 Tagen Krankenlager.
Wie Sulpiz Boisserée berichtete, war die Wut des Pöbels bei der Beerdigung noch so groß, dass die Bahre beschimpft wurde, das Gesindel Mützen und Hüte darauf warf. Man musste die Polizei kommen lassen, um sie durch Gedränge nach dem Kirchhof zu bringen, und als man hier die Tore schloss, um das Gesindel abzuhalten, stiegen sie auf die Mauer und schrien ein lautes „Vivat“. Christian Zais erlebte die Fertigstellung seines Hotels nicht.
Der Bruder des so plötzlich verstorbenen Baumeisters, Wilhelm Zais in Cannstatt und der württembergische Oberfinanzrat Julius Simon von Nördlinger in Stuttgart unterstützten die Witwe Maria Sybilla Josepha Zais bei ihrem Gesuch um Hilfe bei der Regierung, unter deren Obhut die Fertigstellung fristgerecht gelang.
Nach der Fertigstellung wurde das Badhaus und Hotel an den Franzosen Carl Joseph Tavel verpachtet. Die Pacht wurde wegen Differenzen zum 1. Oktober 1822 gekündigt. Die nächsten Jahre war der Pächter Daniel Düringer. Dann übernahm die Witwe Zais die Leitung und nach deren Tod ihr Sohn der Medizinalrat Wilhelm Zais.
Christian Schaller, der 1828 in den „Vier Jahreszeiten“ logierte, setzte das rechtwinklige Viereck des Baues in Beziehung zum „Palais Royal zu Paris“, um gleich zu Anfang seiner Beschreibung die Bedeutung des Wiesbadener Badhauses, das auch der Landesherr Herzog von Nassau öfters mit seinem Besuche zu beehren pflegte, hervorzuheben. Seinen Namen habe es von den vier Fassaden, von denen jede nach einer anderen Himmelsgegend gerichtet sei. Im Innern besaß es einen großen und glänzenden Säulensaal, wo Table d'hôte gegeben wurde, 150 prächtige Zimmer, 44 Bäder und einen großen Hof, der die Equipagen und Eilwägen aufnahm. Dieser Hof war durch eine Toreinfahrt zu erreichen, die zwischen den „Vier Jahreszeiten“ und dem „Hotel Zais“ bzw. Wohnhaus der Familie Zais eingefügt war. Die Badekabinen waren im unteren Stockwerk zur Wilhelmstraße hin zu beiden Seiten eines langen Ganges untergebracht. Die darüber liegenden Geschosse enthielten die Gastzimmer. Der Speisesaal hatte an seinen Schmalseiten Galerien, die jeweils von vier Marmorsäulen gestützt wurden. Eine Galerie war für die Musik bestimmt, die andere hatte eine Treppe als Verbindung zum ersten Obergeschoss des Gästehauses. Ähnlich wie der Saal im Kurhaus war auch der Speisesaal im Hotel „Vier Jahreszeiten“ farbig ausgemalt. In dem Speisesaal konnten 120 Gäste gleichzeitig versorgt werden. Bereits im ersten Jahr des Bestehens 1821 logierten zwölf königliche Hoheiten sowie dreizehn Prinzen und Exzellenzen im Hotel. Darunter auch die „Primadonna der Kaiser und Könige“ Angelica Catalani aus Paris mit ihrer ebenfalls europaweit gefeierten Sangeskollegin Henriette Sontag, verehelichte Gräfin Rossi. Ein ungewöhnliches Autogramm hinterließ das Zarenpaar durch Einritzen ihres Namens mittels Diamantring in einer Fensterscheibe. Über den Besuch der Kaiserin Sisi im März 1884 berichtet das Neuigkeits-Welt-Blatt aus Wien: "Die Kaiserin von Oesterreich, welche mit der Erzherzogin Maria Valerie seit Montag in Wiesbaden weilt, bewohnt dort das erste Stockwerk im Hotel "Zu den Vier Jahreszeiten". Bei der Ankunft überreichte der Hotelier Herr Wilhelm Zais ein herrliches Bouquet aus Veilchen, das die hohe Frau dankend entgegennahm, worauf sie sich sofort in ihre im ersten Stock gelegenen Apartments begab. Die Kaiserin und deren Suite bewohnen in diesem Hotel sechzig Zimmer. Eine für den Abend vorbereitete Serenade unterblieb auf den Wunsch der Kaiserin. Wagen und Pferde der hohen Frau wurden in den Stallungen des königlichen Schlosses eingestellt." Viele illustre Gäste folgten und kämen wieder, wenn das Hotel nicht kurz vor Kriegsende am 2. Februar 1945 durch einen Bombenangriff zerstört worden wäre.